# Vespasien Gribaldi
Vespasien Gribaldi, né à Quiers, au Piémont, alors dans le duché de Savoie, est un prélat du XVIe siècle.

## Biographie
Vespasien Gribaldi est abbé commendataire d'Ainay, de Saint-Memmie (près de Châlons-en-Champagne) de 1565 à 1575, Les Echarlis et Montiéramey.
Il devient archevêque de Vienne en 1567, mais ne réside pas beaucoup dans son diocèse qu'il fait gouverner par son grand vicaire Michel Droyn.
Confronté avec les invasions des huguenots, il se démet de sa fonction en 1575 et se retire à Quiers, sa ville natale.
Le 8 décembre 1602, devenu métropolitain de Genève, il procède à l'ordination épiscopale de François de Sales.
Il est parrain, à Troyes (paroisse Sainte Marie Madeleine) le 13 janvier 1585, où il est dit archevêque et abbé de Montieramey.